# Dobrzyca (gmina)
Dobrzyca (dɔˈbʐɨt͡sa) est une commune rurale de la voïvodie de Grande-Pologne et du powiat de Pleszew. Elle s'étend sur 117 km2 et comptait 8 240 habitants en 2010.
Elle se situe à environ 13 km à l'ouest de Pleszew et à 76 km au sud-est de Poznań, la capitale régionale.

## Géographie
| - Plan de la gmina de Dobrzyca. |